# Acetobacter xylinum
Acetobacter xylinum ( o Komagataeibacter xylinus) es un  mesófilo no patógeno perteneciente al género de bacterias Acetobacter identificado por A. J. Brown en 1886, debido a su capacidad de producir celulosa. En la naturaleza, A. xylinum se encuentra en el suelo y comúnmente en frutas podridas caídas. Su habilidad excepcional para producir celulosa se ha convertido en una opción común para aquellos investigadores que estudian la biosíntesis de celulosa. Como organismo modelo, este mesófilo se utiliza para estudiar el modo en que se produce la celulosa a partir de glucosa, así como también para explorar posibles aplicaciones industriales y textiles.

## Estructura del genoma
El genoma completo de A. xylinum consta de un solo cromosoma circular 3136 kb, así como una serie de plásmidos que varían dependiendo de la cepa específica. Hasta el momento 3.265 genes han sido identificados y reportados en NCBI, con especial atención a los que participan en la biosíntesis de la celulosa. El operon para la celulosa sintasa ha sido identificado para contener tres <genes>, acsAB, acsc y ACS D.

## Estructura celular, metabolismo y ciclo de vida
Una colonia de Acetobacter xylinum se observa como bacilos gram-negativos que se producen como individuos, pares, cadenas o pequeños grupos. Cuando son móviles, sus flagelos están dispuestos en forma perítrica. La celulosa sintasa se secreta en los poros dispuestos longitudinalmente a lo largo de la célula permitiendo al acetobacter crear una matriz flotante de celulosa. A. xylinum es un aerobio obligado que metaboliza principalmente glucosa que se utiliza en la síntesis de celulosa. La matriz flotante permite que las células suban a la superficie de un medio de comunicación donde el oxígeno es abundante. La ruta para la síntesis de celulosa son los siguientes glucosa (glucoquinasa), glucosa-6-fosfato (fosfoglucomutasa), glucosa-1-fosfato (UDP-glucosa pirofosforilasa), UDP-glucosa (celulosa sintasa), Celulosa.

## Ecología y condiciones de crecimiento
En la naturaleza, A. xylinum en que se encuentra en el suelo, a veces en simbiosis con plantas, como las plantas de caña de azúcar o café. Las condiciones ideales de crecimiento de A. xylinum son a un pH entre 5 y 6,8; a 30 °C en un medio complejo que consiste principalmente de glucosa, pero otras fuentes de carbono se pueden utilizar incluso en la producción de celulosa.

## Aplicaciones
Más allá del laboratorio, las posibles aplicaciones de las propiedades productoras de celulosa del A. xylinum están muy extendidas y variadas. En el año 2007 una propuesta para la posible aplicación de A. xylinum como "embalaje de protección 100 % auto-constructivo y biocompatible", ganó el tercer lugar en el Bayer MaterialScience VisionWorks Award. Este proyecto titulado BACS destaca las aplicaciones, incluyendo envases de hidratación para mantener la comida fresca y la creación de embalaje con crecimiento personalizado. La producción natural y la biodegradabilidad del producto hacen que sea más respetuoso del medio ambiente también. Otras aplicaciones potenciales para A. xylinum incluyen la fabricación de papel en el que podría ser utilizado para crear papel fuerte sin la necesidad de madera. Otras aplicaciones incluyen la creación de componentes de audio para crear las membranas de los altavoces de la celulosa microbiana, el cuidado de heridas utilizando celulosa microbiana como arterias artificiales moldeadas y la piel, y como agente de administración de fármacos, debido a la capacidad de celulosa microbiana de retener agua.